# 巴爾的摩動物園
巴爾的摩動物園（英語：The Maryland Zoo in Baltimore，舊稱：The Baltimore Zoo）位在美國馬里蘭州巴爾的摩的德魯伊山公園（Druid Hill Park），擁有超過兩千隻動物，為動物園與水族館協會（Association of Zoos and Aquariums (AZA)）的成員。

## 歷史
巴爾的摩動物園於1876年開幕，一般認為是美國歷史第三悠久的動物園。
2004年動物園發生財務危機，被迫關閉部分展場。關閉的部分包括過於老舊而無法提供動物適當環境的主谷（Main Valley）；爬蟲類館也關閉了。爬蟲類、長臂猿以及雪豹則貸與其他動物園與水族館。
2008年巴爾的摩動物園獲選為該年美國最佳動物園。
巴爾的摩動物園積極參與許多保育活動，重要者包括山區大猩猩醫療計畫（Mountain Gorilla Veterinary Program）以及金蛙計畫（Project Golden Frog）。該園也是養育最多非洲黑腳企鵝的動物園。此外該園並協助復育本地的野生動物，尤其是例如白頭海鵰等猛禽。 動物園每天上午 10:00 至下午 4:00 開放。

## 外部連結
- 官方网站